# Argonaute
Le proteine argonaute (l'accezione italiana argonauta è meno usata) sono la componente catalitica dell'RNA-induced silencing complex (comunemente chiamato RISC), il complesso riboproteico responsabile del processo di silenziamento dell'espressione genica noto come RNA interference (o RNAi).
Le argonaute sono infatti in grado di legare i frammenti di small interfering RNA (in particolare il filamento detto guida) e di svolgere attività endonucleasica contro gli mRNA complementari allo stesso filamento guida. Le proteine sono anche responsabili della selezione del corretto filamento guida, nonché della degradazione di quello complementare (definito da alcuni passeggero).
Le proteine sono state localizzate ad elevate concentrazioni in regioni del citoplasma cellulare note come corpi citoplasmatici.
Più nel dettaglio, esistono evidenze secondo cui le proteine argonaute siano le uniche ad essere sempre presenti nelle varie forme di complessi RISC. In alcuni casi, come in un RISC individuato in Drosophila melanogaster, la argonaute si è rivelata essere l'unica proteina del complesso. Ciò sembra suggerire che tali proteine possano essere di per sé in grado di avviare la RNA interference. 

## Struttura
Le proteine argonaute finora individuate sono costituite di due domini. Un dominio detto PAZ all'estremità N-terminale ed uno PIWI al C-terminale.
Il dominio PAZ è coinvolto nel legame all'RNA. Tale ruolo è stato confermato dalla cristallizzazione di un dominio PAZ legato ad una doppia elica di RNA di struttura simile ad un siRNA.
Il dominio PIWI consiste di un canale carico positivamente, che gli conferisce le caratteristiche di RNA-binding protein, dal momento che l'acido ribonucleico è carico negativamente. Esistono evidenze secondo cui il dominio PIWI presenti anche una struttura simile a quella di una RNAsi H. Ciò permette di ipotizzare che sia proprio il dominio PIWI ad essere responsabile della degradazione degli mRNA bersaglio mediata dalle argonaute.